# 萧永正
肖永正（1904年—1994年），男，湖北麻城乘马岗镇大河铺村（一说河南新县箭厂河乡李洼村杨畈）人，中国人民解放军将领、中国人民解放军开国少将。曾任中国人民解放军北京军区后勤部财务部部长。

## 生平
1955年，授予中国人民解放军少将。